# Cameraria tildeni
Cameraria tildeni là một loài bướm đêm thuộc họ Gracillariidae. Nó được tìm thấy ở Hoa Kỳ (California).
Chiều dài cánh trước là 3.8-4.2 mm.
Ấu trùng ăn Chrysolepis chrysophylla. Chúng ăn lá nơi chúng làm tổ. single fold.

## Etymology
The species is named in honor of Dr. J. W. Tilden of San Jose, California, who has been the only entomologist to collect this insect when it was described.